# 帕维尔·卡奇卡耶夫
帕维尔·留里科维奇·卡奇卡耶夫（羅馬化：Pavel Ryurikovich Kachkayev；1951年10月4日—2025年5月5日）是俄罗斯政治人物，第六届、第七届和第八届国家杜马代表。
1994年至1995年，他担任乌法列宁斯基区区长。1995年至2001年，他担任乌法市第一副行政主管。2001年，卡奇卡耶夫被任命为巴什科尔托斯坦住房和公共服务部部长。2003年，他卸任并被任命为乌法行政当局负责人。2011年，他当选第六届国家杜马代表。他分别于2016年和2021年再次当选第七届和第八届国家杜马议员。

## 制裁
卡奇卡耶夫于2022年因俄乌战争而受到英国政府制裁。